# Lastavica
Lastavica ili lastavica pokućarka (lat. Hirundo rustica) je vrsta ptica selica iz porodice lastavica (red vrapčarki). 
Ovo je jedna od najpoznatijih vrsta ptica selica. Obitava u Europi, Aziji, Africi, Sjevernoj i Južnoj Americi. Postoji nekoliko podvrsta, koje se međusobno razlikuju u detaljima u boji perja:
- europska podvrsta H. r. rustica koja se pari u Europi i zapadnoj Aziji (najsjevernije u Arktičkom krugu), a tijekom zime migrira u Afriku
- sjevernoamerička podvrsta H. r. erythrogaster, koja se pari u Sjevernoj Americi tijekom ljeta, dok tijekom zime migrira u Južnu Ameriku
- bliskoistočna podvrsta H. r. transitiva te podvrsta koja obitava u Egiptu H. r. savignii
- azijske podvrste H. r. gutturalis, H. r. mandschurica, H. r. saturata, i H. r. tytleri koje se pare preko ljeta u istočnoj Aziji, a zimi migriraju u južnu Aziju i sjevernu Australiju

## Opis
Ptica ima tamnomodro, gotovo crno perje po leđima i glavi, metalnog sjaja, te crvenkasto-smeđe perje na čelu i na grlu (detalji se razlikuju kod pojedinih podvrsta). Prsa i trbuh pokriveni su svijetlim perjem. Kljun joj je kratak, širok i oštar. Ima dug rašljast rep i kratke noge pa se vrlo rijetko kreće po tlu. Duljina tijela je do 20 centimetara.
Duga i šiljasta krila omogućuju joj brz i okretan let. Ponekad leti u jatu, vrlo visoko, ali i nisko nad tlom ili vodenom površinom. Leti brže i vještije od većina drugih pjevica.

## Stanište
Gnijezdo, koje se najčešće može naći pod krovovima kuća i staja, gradi od dijelova biljaka slijepljenih ilovačom, te ga oblaže dlakama i perjem. Gnijezdi se u skupinama, a svake godine othrani dva do tri legla. Odlaže četiri do pet bijelih jaja išaranih crveno-smeđim pjegicama (opsega petnaestak mm) na kojima sjede mužjak i ženka. Mladi se izlegu nakon 14 – 17 dana. Nakon leženja hrane ih oba roditelja 20 – 22 dana. Zanimljivo je da stariji mladunci pomažu roditeljima kod hranjenja drugog legla. Zimi sele u toplije krajeve.
- Lastavica pokućarka je ptica pjevica
- Ptići
- Lastavica pokućarka
- Lastavica pije u letu

## Prehrambene navike
Hrani se kukcima koje hvata dok leti.

### Ostali projekti
|  | Zajednički poslužitelj ima stranicu o temi Hirundo rustica    |
|  | Zajednički poslužitelj ima još gradiva o temi Hirundo rustica |
|  | Wikivrste imaju podatke o taksonu Hirundo rustica             |